# جايسون فولفورد
جايسون فولفورد (بالإنجليزية: Jason Fulford)‏ هو مصور أمريكي، ولد في 1973.